# Mokra Jama
Das Feuchte Loch (pl. Mokra Jama) in Polen ist ein Gletschersee im Seealmtal (pl. Dolina Zielona Gąsienicowa) in der Hohen Tatra. Er befindet sich in der Gemeinde Zakopane. Er ist über einen markierten Wanderweg zugänglich. Das Wasser des Sees fließt größtenteils unterirdisch über den Seealmer Trockenbach ab. In der Nähe des Sees befindet sich die PTTK-Berghütte Murowaniec.